# João Bórgia
João Bórgia (em italiano: Giovanni Borgia; em espanhol: Juan de Borja y Cattanei; 1474 – 14 de junho de 1497) foi o 2.° Duque de Gandía e 1.° Duque de Sessa. Ele era filho do Papa Alexandre VI e irmão de César Bórgia, Godofredo Bórgia e Lucrécia Bórgia. João era o mais velho dos quatro do filhos do Papa com Vannozza dei Cattanei. Devido a uma série de bulas papais emitidas após seu assassinato, não fica claro se João nasceu em 1474 ou 1477, mas muitos acreditam que ele era o filho mais velho ao invés de César.

## Biografia
João nasceu provavelmente em Roma, filho de Rodrigo Bórgia então cardeal, que mais tarde se tornou o Papa Alexandre VI, e de sua amante Vannozza dei Cattanei, que era casada com Domenico da Rignano. João se casou com Maria Enríquez de Luna, a noiva espanhola de seu falecido meio-irmão mais velho, Pedro Luis, em setembro de 1493. Foi feito II Duque de Gandía, I Duque de Sessa, Grande Condestável do Reino de Nápoles, governador de São Pedro, e Gonfaloneiro e Capitão-geral da Igreja.
Foi assassinado na noite de 14 de junho de 1497 próximo do que posteriormente se tornou a Piazza della Giudecca no Gueto Romano. Seu pai aflito lançou uma investigação intensa sobre o assassinato, apenas para acabar com ela abruptamente uma semana depois. Embora a família Orsini tivesse motivos de sobra para matar João, mais tarde houve rumores de que seu irmão César Bórgia teria cometido o assassinado.[carece de fontes?] No entanto, há um outro rumor que seu irmão mais novo Godofredo Bórgia o assassinou devido a relação de João com Sancha de Aragão, a esposa de Gioffre.[carece de fontes?] Seu corpo ricamente vestido foi retirado do Rio Tibre, com 30 ducados de ouro intactos na bolsa em seu cinto. Para a tristeza imensa do papa, este ato ocasionou o epigrama de Jacopo Sannazaro sobre o papa como "pescador de homens". Todavia, o assistente dos Bórgias também foi morto, por isso não houve testemunhas conhecidas.
João e Maria tiveram dois filhos: João de Bórgia e Henriques (conhecido como João Bórgia), que se tornou o III Duque de Gandía, e Francisca de Jesus de Bórgia, que se tornou freira num convento em Valladolid. Este segundo Juan foi o pai, entre outros, de São Francisco de Borja.